# Molophilus (Superbomolophilus) marriwirra
Molophilus (Superbomolophilus) marriwirra is een tweevleugelige uit de familie steltmuggen (Limoniidae). De soort komt voor in het Australaziatisch gebied.